# Liste in El Salvador vorhandener Dampflokomotiven
Dies ist eine Liste erhaltener Dampflokomotiven auf dem Gebiet der El Salvador.

## Lokomotiven mit 36"
| Foto | Nummer oder Name                   | Bauart / Achsfolge | Hersteller               | Fabrik-nr. | Baujahr | Historie | Eigentümer / Betreiber / Strecke | Bemerkungen |
| ---- | ---------------------------------- | ------------------ | ------------------------ | ---------- | ------- | -------- | -------------------------------- | ----------- |
|      | Acajutla Dock Co. No. 1 'La Burra' | B                  | H.K. Porter              | 2993       | 1903    |          | Pedestrian Island                | [ 1 ]       |
|      | FENADESAL (IRCA) No. 101 (94)      | 1’D                | Baldwin Locomotive Works | 58441      | 1925    |          | Museo de Ferrocarril             | [ 2 ]       |
|      | FENADESAL (IRCA) No. 12 (102)      | 1’D                | Baldwin Locomotive Works | 58224      | 1925    |          | Museo de Ferrocarril             | [ 3 ]       |
|      | FENADESAL (IRCA) No. 8             | 2’C                | Baldwin Locomotive Works | 14824      | 1896    |          | Sonsonate Town Center            | [ 4 ]       |
|      | FENADESAL (IRCA) No. 117 (103)     | 1’D                | Baldwin Locomotive Works | 58226      | 1925    |          | Sonsonate Old Works Yard         | [ 5 ]       |
|      | FENADESAL (IRCA) No. 110 (115)     | 1’D                | Baldwin Locomotive Works | 59163      | 1926    |          | Sonsonate Old Works Yard         | [ 6 ]       |